# ماسايوشي إيتو
ماسايوشي إيتو (باليابانية: 伊東 正義 إيتو ماسايوشي) (15 ديسمبر 1913 - 20 مايو 1994) سياسي ياباني شغل منصب رئيس الوزراء الياباني مؤقتًا.